# 영원 (철학)
영원(永遠, 영어: eternal 또는 immortal) 또는 불생불멸(不生不滅)은 한없는 시간의 지속(持續)이다. 그러나 그것을 증명하기는 어렵다. 그래서 시간에 대한 관념이라고도 한다.
1. 과거 · 현재 · 미래에 걸쳐서 끝없이 계속되는 시간. 과거는 무한이며 미래도 무한이라고 생각되는 것.[1]
2. 시간이라는 관념에서 완전히 떨어진 무시간성(無時間性)이라는 의미에서의 영원.[1]
3. 아우구스티누스처럼 과거는 기억, 미래는 기대, 현재는 직관과 영혼에 접촉되는 시간 등을 초월한 것으로서의 영원.[1] 여기에 영원한 지금, 영원한 현재를 생각하게 된다.[1] 순간을 점(點)으로 하여 점의 무한한 집합으로서의 선(線)을 영원이라고 한다면 그 가운데의 한 점은 영원한 지금이라고 말할 수 있다.[1]

힌두 철학과 불교 철학에서, 모든 만들어진 것(生 · produced · created) 또는 태어난 것(生 · begotten)은 언젠가 반드시 사라져 없어지기(死 또는 滅 · destroyed) 때문에, 만들어진 것 또는 태어난 것은 영원하지 않은 존재라고 본다. 때문에 만들어지지 않은 것(不生 · unproduced · uncreated) 또는 태어나지 않은 것(不生 · unbegotten)만이 영원하다고 본다. 즉, 불생(不生)의 존재만이 불멸(不滅 · indestructible)하다고 본다. 예를 들어, 힌두 철학에서 브라만(최고신 · God)과 아트만(영혼 · Soul)은 영원한 존재, 즉 불생의 존재이며 따라서 불멸의 존재이다. 아트만이 불생불멸이라는 것은 힌두교의 윤회의 교의와 관련이 있다. 힌두교의 교의에 따르면, 탄생은 영혼이 육체 · 감각 기관 · 마음과 연결되는 것으로, 따라서 탄생은 새로운 무언가가 생겨나는 것이 아니라 새로운 연결을 맺는 것이며, 그리고 죽음은 완전한 소멸 또는 파괴가 아니라 영혼이 육체와 분리되는 것이다.
또한 불교철학에서도 무상한 현실 세계와 영원한 진리의 세계라는 이원론을 전제로 하고 있으며, 불교에서 특히 영원한 진리의 세계는 피안, 열반, 출세간이라는 이름으로 구체화되고 있다. 그러나, 그곳이 영원이라 해도 그것은 언어가 끊어졌고 생각으로 다다를 수 없는 곳이며, 특정한 언표(言表)로 지칭될 수 있는 것이 아니다. 즉, 영원은 세속제(世俗諦)에 불과하지, 진제(真諦)는 아니며, 이 개념에 집착하는 순간부터 그는 변견(邊見)과 망식(妄識)에 떨어진 꼴이 된다.
불지(佛智)를 증득한 부처의 불성(佛性)은 과거 현재 미래에 포섭되지 않는다라는 구절이 원효의 열반경종요에 나오며, 이 뜻은 곧 불성이 시간의 흐름 밖에 있다는 것이다.

## 같이 보기
- 우주의 역사
- 영원 회귀
- 철학적 현재주의
- 플랑크 시대
- 시간 지각
- 시간 유한주의

## 참고 문헌
- 이 문서에는 다음커뮤니케이션(현 카카오)에서 GFDL 또는 CC-SA 라이선스로 배포한 글로벌 세계대백과사전의 내용을 기초로 작성된 글이 포함되어 있습니다.